# Ukraińska Partia Rewolucyjno-Demokratyczna
Ukraińska Partia Rewolucyjno-Demokratyczna (ukr. Українська революційно-демократична партія; URDP) – ukraińska emigracyjna partia polityczna, utworzona w 1946 w Niemczech przez emigrantów z terenów przedwojennej USRR, w części dawnych członków Organizacji Ukraińskich Nacjonalistów, następców Iwana Mitryngi.
Założycielami partii byli: Iwan Bahrianyj, Hryhorij Kostiuk, Iwan Majstrenko, Borys Łewyćkyj, Semen Pidhajnyj, Jurij Horodianyn-Lisowśkyj i inni.
Pierwszym przewodniczącym partii był Hryhorij Kostiuk, który w tym samym roku odszedł z partii wraz z  lewym skrzydłem partii (Iwan Majstrenko, Borys Łewyćkyj, Roman Paładijczuk i inni), tworząc skupioną wokół miesięcznika „Wpered” tzw. „lewą URDP” (która niedługo później przestała istnieć). 
Najdłużej na czele URDP stał Iwan Bahrianyj (1948-1963), później F. Hajenko (1963—1967), później krótko Mykoła Stepanenko  który w tym samym roku założył „prawdziwą” URDP i odszedł z częścią zwolenników),  W. Hryszko (1967-1975) і od 1975 - Mychajło Woskobijnyk.
Inni działacze partii to: W. Bender,  P. Wołyniak, W. Hołubnyczyj, J. Dywnycz-Ławrinenko, I. Dubyłko, O. Konował, I. Kornijczuk, A. Łysyj, Fedir Pihido, A. Riabyszenko.
Podstawą programowych zasad partii była walka przeciw reżimowi radzieckiemu i utworzenie niepodległego państwa ukraińskiego o ustroju demokratycznym. URDP była zwolenniczką Ukraińskiej Rady Narodowej, i uczestniczyła w jej pracach do 1968, następnie działała w Kongresie Ukraińskiej Wolnej Myśli Politycznej (KUWPD) i Ukraińskim Ruchu Demokratycznym (UDR).
Działacze URDP byli inicjatorami takich organizacji jak: Zjednoczenie Byłych Represjonowanych przez Radziecki Reżim Ukraińców (OBRUSR), Legion im. Symona Petlury і Zjednoczenie Demokratycznej Młodzieży Ukraińskiej (ODUM).
Organy prasowe partii to: «Ukrajinśki Wisti», «Ukrajinśkyj Prometej», nieregularny magazyn  «Naszi pozyciji» (od 1948).

## Literatura
- Програмові засади, затверджені І з'їздом УРДП 1947. Новий Ульм 1948; Програма УРДП, затверджена V з'їздом УРДП 1970, Chicago 1970.